# Пришиб (Алчевський район)
Приши́б — село в Україні, у Зимогір'ївській міській громаді Алчевського району Луганської області. Населення становить 443 осіб.  До 2020 - орган місцевого самоврядування — Слов'яносербська селищна рада.
Знаходиться на тимчасово окупованій території України. 
Відповідно до Розпорядження Кабінету Міністрів України від 12 червня 2020 року № 717-р «Про визначення адміністративних центрів та затвердження територій територіальних громад Луганської області» увійшло до складу Зимогір'ївської міської громади.

## Географія
Селище розташоване на правому березі річки Сіверський Донець. На північ від населеного пункту, по руслу Сіверського Дінця, проходить лінія розмежування сил на Донбасі (див. Мінська угода (2015)). Сусідні населені пункти: села Сокільники і Знам'янка (вище за течією Сіверського Дінця) на заході, Сміле на півдні, Красний Лиман і селище Слов'яносербськ (обидва нижче за течією Сіверського Дінця) на південному сході.

## Історія
За даними на 1859 рік у казеному селі Пришиб (Абрамівка) Слов'яносербського повіту Катеринославської губернії мешкало 257 осіб (135 чоловіків та 122 жінки), налічувалось 18 дворових господарств, існувала православна церква та завод.
Станом на 1886 рік у колишньому державному селі Пришиб (Абрамівка) Сокільницької волості мешкало 424 особи, налічувалось 70 дворів, існував паровий млин.

## Населення
За даними перепису 2001 року населення села становило 443 особи, з них 80,59% зазначили рідною українську мову, а 19,41% — російську.

## Відомі люди
В селі народився Усенко Матвій Олексійович — радянський воєначальник.